# محوطة تيرى
 محوطة تيرى الأثرية  تقع محوطة تيرى الأثرية في شمال شرق مدينة الحميدية وعلى طريق مدينة الأهواز. ثبتت محوطة تيرى في قائمة تراث إيران في سنة 1379 الشمسية برقم 7930 في طهران. يرجع تاريخ محوطة تيرى إلى تاريخ الأهواز ما قبل الإسلام وبالأحرى يرجع تاريخها إلى حضارة ميسان في الأهواز.

## التعرض لمحوطة تيرى
تعرضت محوطة تيري من قبل أشخاص بعمليات حفر غير مشروعة وسرق وهدم قسم كبير من آثارها وفي جهه ثانية بتراخيص من بلدية مدينة الحميدية قدم أشخاص في البناء وتخريب كثير من آثار هذه المحوطة الأثرية والتاريخية 